# François Rude
François Rude (Dijon, 1784. január 4. – Párizs, 1855. november 3.) francia szobrász. Stílusa átmenetet képez a klasszicizmusból a romantikába.

## Életpályája
Párizsba ment képzőművészetet tanulni, Pierre Cartellier volt a mestere. 1812-ben megkapta a római nagydíjat, s két évet Itáliában töltött, 1814-ben a Bourbon-restauráció miatt Brüsszelbe költözött, 12 évig ott alkotott. Brüsszelben különösen sokat kellett küzdenie a nyomorral, nehezen szerzett elismerést munkásságával. Brüsszeli munkái: Meleager vadászata és Jelenetek Achilles életéből, ezen reliefjei elpusztultak 1879-ben az Orániai család tervureni kastélyában. Részt vett a brüsszeli királyi kastély díszítésében és portrészobrokat is készített, például megformázta I. Vilmos holland királyt (a brüsszeli nemzeti palotában őrzik).
1828-ban Párizsba visszatérve alkotta híres és ismert fő művét, a párizsi diadalíven a több alakos, monumentális, Indulás 1792 (La Marseillaise) című alkotást, mely a francia forradalom 1792-es marseillaise-i önkénteseinek indulását ábrázolja. E műve a francia pátosz legnemesebb megtestesítője. Korábbi alkotásai a józan klasszicizmus jegyében fogantak, ez a műve azonban már romantikus felfogását tükrözi. Az alkotás megőrizte a zárt klasszicista kompozíciót, de lobogó temperamentuma belső feszültséggel, dinamizmussal telítette alakjait.
További alkotásaiban is a La Marseillaise stílusa érvényesül, köztük Prométhée animant les Arts, Prométheus életre kelti a művészeteket (1837, Bourbon-palota) c. Szász Móric szobra, Jacques-Louis David, Mme Cabnet mellszobrai (Louvre).
1847-re készült el a Halhatatlanságra ébredő Napóleon című bronzszobrával, mely szülővárosában, a Fixinles-Dijon parkban nyert elhelyezést. 1853-ban mintázta utolsó fontos alkotását, Ney tábornok emlékszobrát (A De l'Observatoire sugárúton felállítva). Még több más nevezetes alkotása is van, köztük Nápolyi halászgyerek, Merkur, Jeanne d'Arc. Nevezetesek temetői szobrai, például Jacques-Marie Cavaignac de Baragne síremléke a montmartre-i temetőben.
Vallási témájú kompozíciói a párizsi St Gervais- (Madonna), St Vincent-de-Paul- és St Madeleine (Krisztus megkeresztelése) templomokat díszítik.
Híres tanítványai közé tartozott Jean-Baptiste Carpeaux. Rude felesége, Sophie Frémiet (1797-1867) is festőművész volt, unokatestvére Emmanuel Frémiet egy ideig mint gyakornok dolgozott a Rude házaspár műtermében. Paul Gayrard szobrász szintén itt tanulta a mesterséget.

## Képek

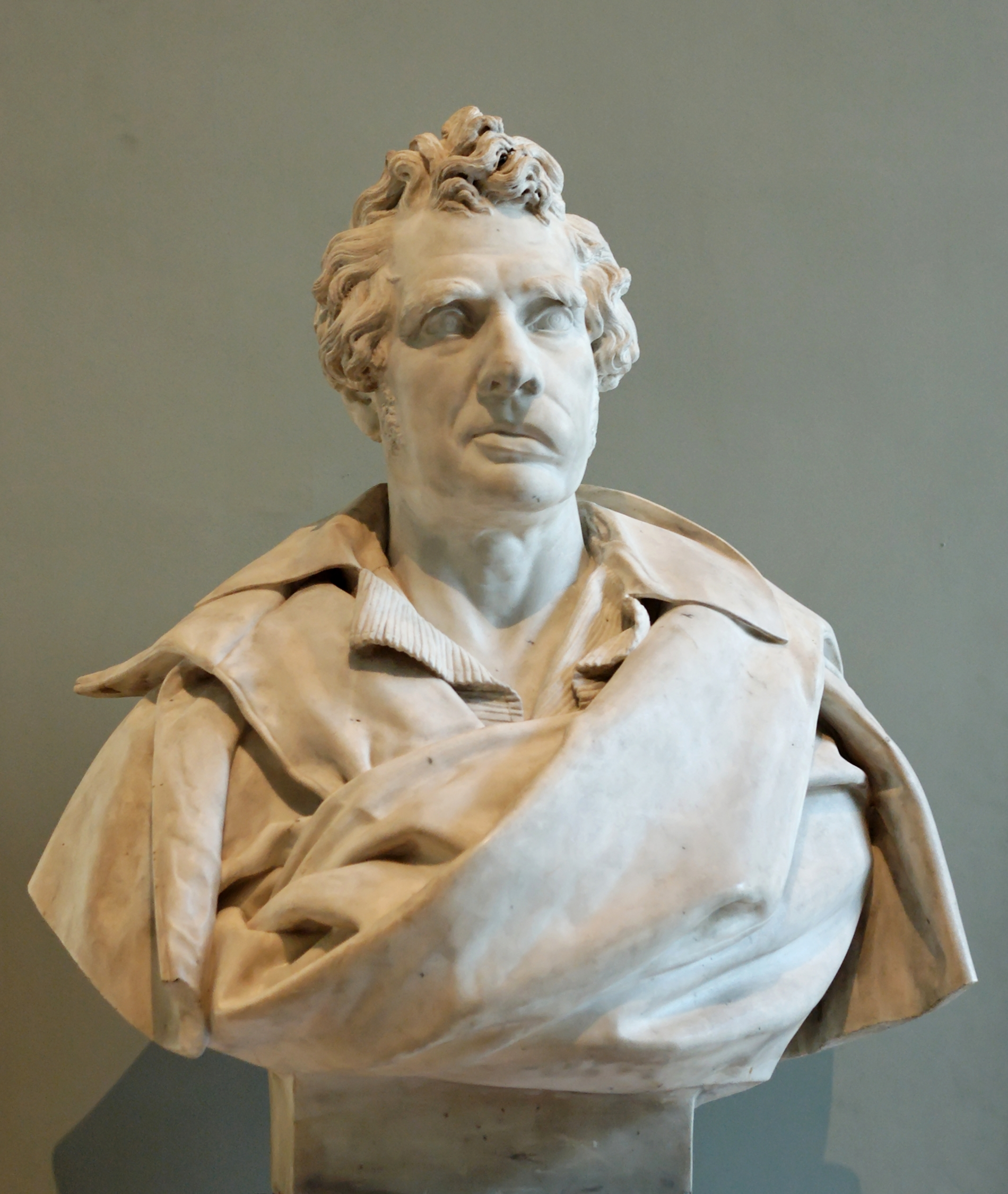
Jacques-Louis David szobra
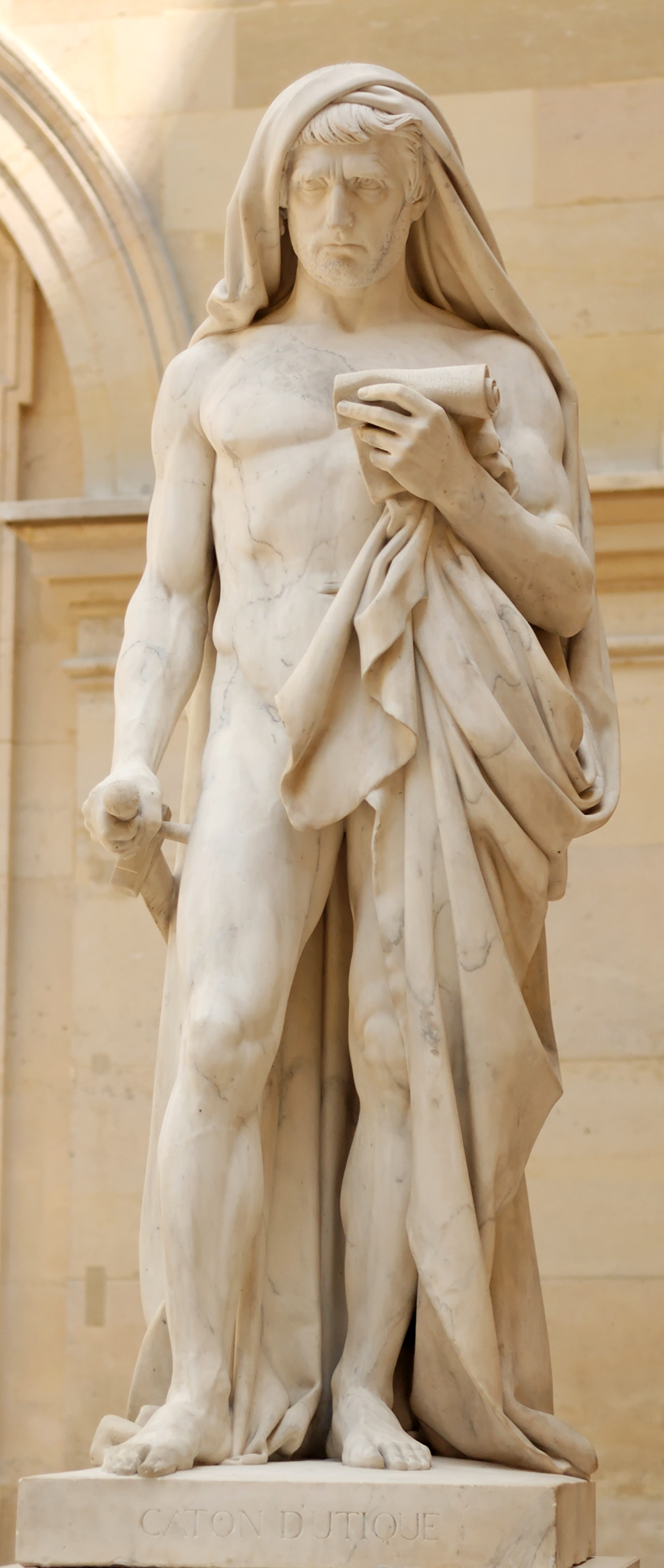
Utica-i Cato
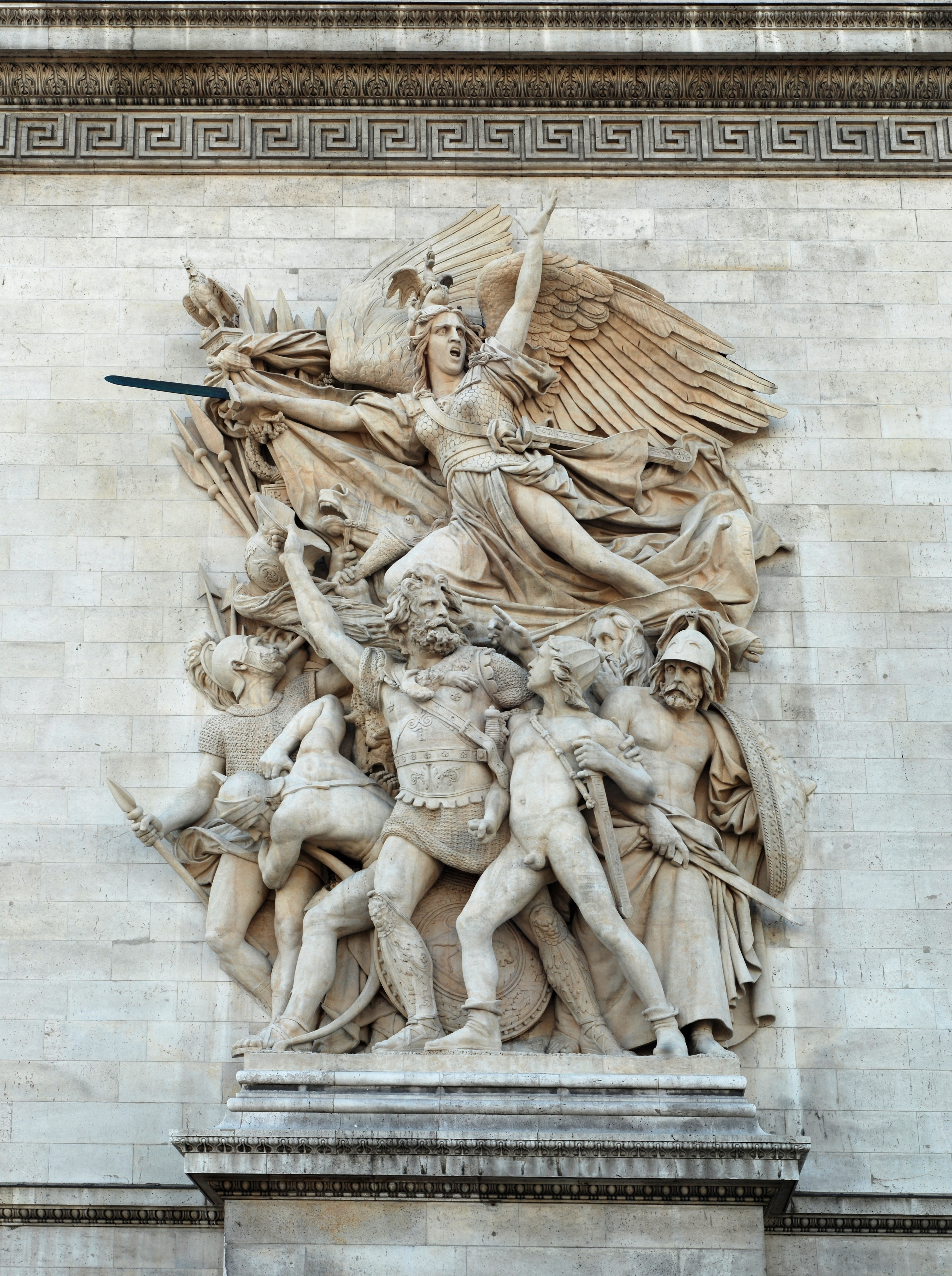
La Marseillaise
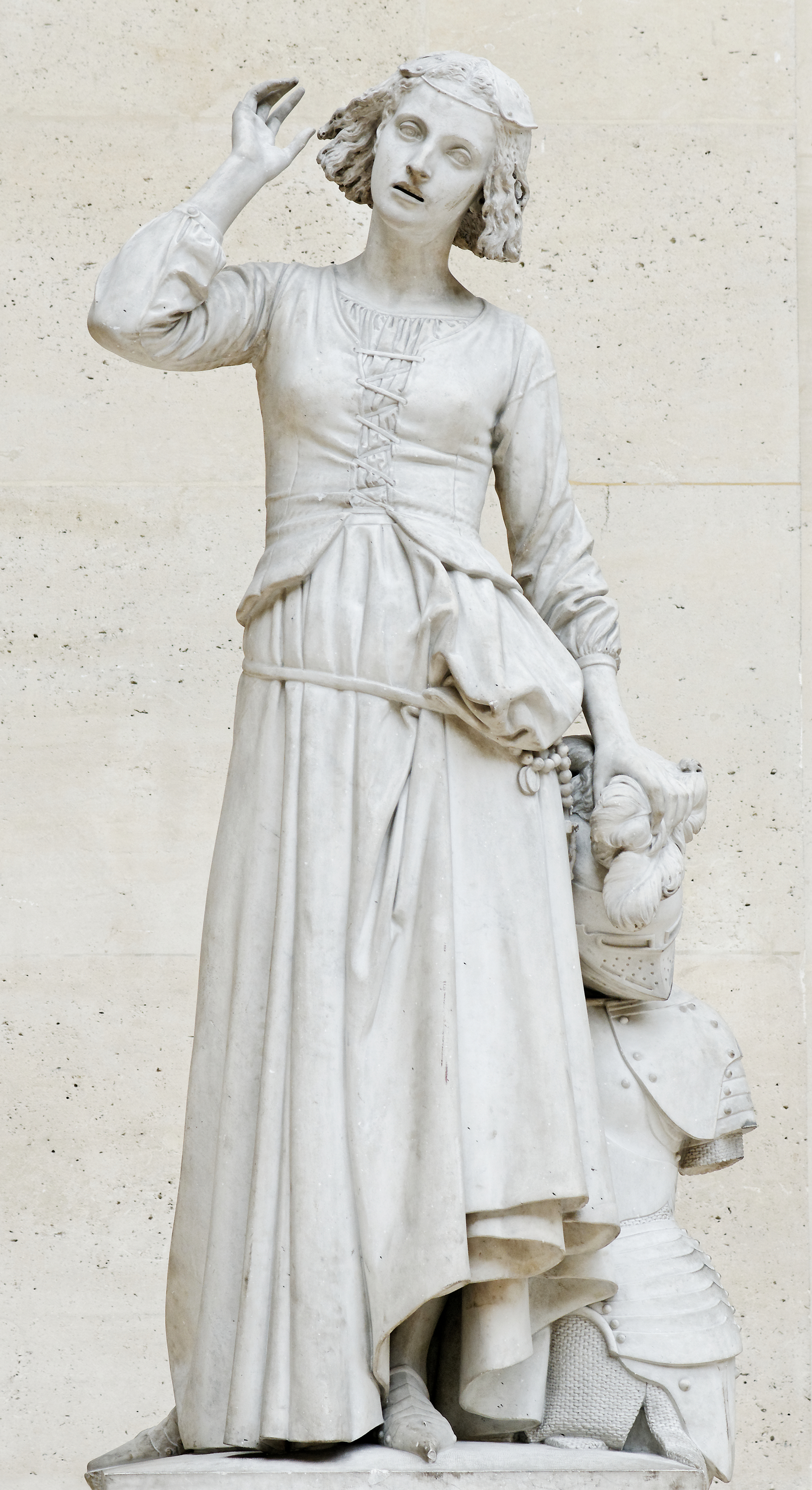
Jeanne d’Arc